# Perbromaat

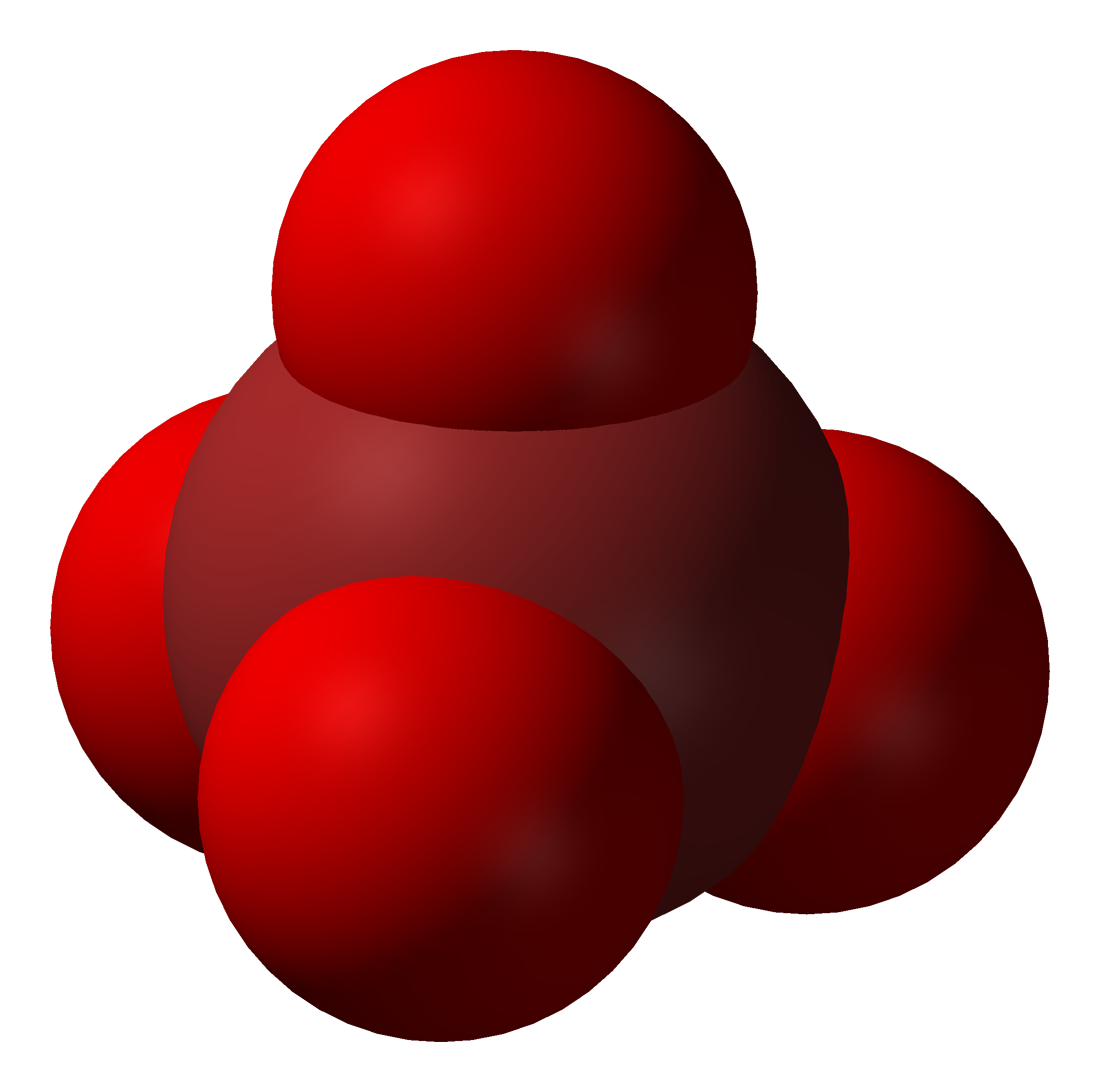
Molecuulmodel van het perbromaat-anion.

Het perbromaat-ion is een oxoanion van broom, met als brutoformule BrO4−.
Perbromaten zijn de zouten en esters afkomstig van waterstofperbromaat of perbroomzuur (HBrO4). Broom bevindt zich in deze verbindingen in oxidatietoestand +VII.

## Synthese
In tegenstelling tot de perchloraten zijn perbromaten redelijk moeilijk te bereiden. Pogingen tot synthese mislukten tot men er in 1968 in slaagde het te bereiden door bètaverval van seleen-83 uit een selenaat:
{\displaystyle {\ce {^83SeO4^2- -> ^83BrO4- + \beta-}}}
Kort nadien werd het succesvol bereid uit elektrolyse van een verzadigde lithiumbromaat-oplossing. De opbrengst was evenwel klein.
Latere syntheses werden uitgevoerd door bromaten te oxideren met xenondifluoride. Een andere methode is de oxidatie van bromaat met difluor onder alkalische omstandigheden:
{\displaystyle {\ce {BrO_3- + F2 + 2OH- -> BrO4- + 2F- + 2H2O}}}

## Eigenschappen
Het perbromaat is, zoals het perchloraat, goed gestabiliseerd door resonantie en een zwak coördinerend anion. Perbromaten zijn, omdat broom de hoogst mogelijke oxidatietoestand bezit, sterke oxidatoren. Bij contact met reductoren worden ze dus gemakkelijk gereduceerd.
In tegenstelling met perchloraten ontleden perbromaten niet met vorming van bromiden. Ze ontleden tot bromaten en staan daarbij zuurstofgas af:
{\displaystyle {\ce {2BrO4- -> 2BrO3- + O2}}}